# Junqueiro
Junqueiro est une municipalité brésilienne dans l'État de l'Alagoas.